# Мерл бурий
Мерл бурий (Lamprotornis bicolor) — вид горобцеподібних птахів родини шпакових (Sturnidae). Мешкає в Південній Африці.

## Опис

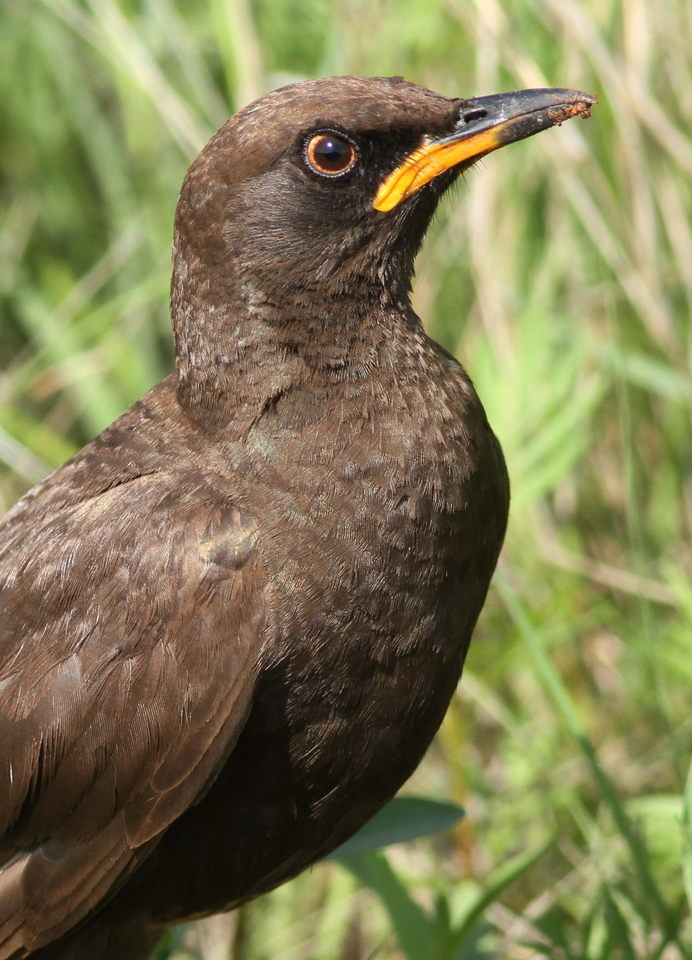
Молодий бурий мерл

Довжина птаха становить 25-28 см, вага 93-113 г. Самиці є дещо меншими за самців. Забарвлення переважно чорнувато-буре з легким відблиском, за винятком нижньої частини живота і гузки, які є білими. Райджки білі, дзьоб чорний, знизу тьмяно-жовтий, лапи чорні. У молодих птахів відблиск в оперенні відсутній, а очі у них карі.

## Поширення і екологія
Бурі мерли мешкають на крайньому півдні Ботсвани, на сході Есватіні, в Південно-Африканській Республіці і Лесото. Вони живуть на сухих трав'янистих луках і пустищах кару, на полях і пасовищах, в садах і на прибережних луках, трапляються поблизу людських поселень. Вони уникають великих міст, густих лісів і пустель. В провінції Квазулу-Наталь птахи зустрічаються на висоті до 1200 м над рівнем моря, в Драконових горах локально на висоті до 2500 м над рівнем моря.
Бурі мерли зустрічаються зграйками по 15-25 птахів протягом всього року. Іноді вони формують зграї до 1000 птахів разом з іншими птахами, зокрема зі жовтоголовими шпаками і ткачиками. Живляться комахами, зокрема мурахами, термітами, жуками, бабками і кониками, іншими безхребетними. а також дрібними плодами, зокрема фікусами, насінням лутиги, кизильника та інших рослин, нектаром агави і алое тощо. Птахи іноді шукають паразитів на тілі тварин і відходи поблизу людських поселень.
Сезону розмноження у бурих мерлів триває переважно з вересня по січень. Ці птахи зазвичай гніздяться в норах на берегах річок, довжина яких становить приблизно 1 м, іноді також в тріщинах серед скель або в штучних гніздівлях, зокрема в трубах. В кладці від 2 до 6 синьо-зелених, поцяткованих червонуватими плямками яєць. Інкубаційний період триває 14-16 днів. насиджують лише самиці. Бурим мерлам притаманний колективний догляд за пташенятами, коли гніздовій парі допомагає до 7 птахів-помічників. Пташенята покидають гніздо через 23-27 днів після вилуплення, однак інші птахи продовжують піклуватися про них ще 14 днів. Бурі мерли іноді стають жертвами гніздового паразитизму великих і малих воскоїдів та чубатих зозуль.